# Teofanía

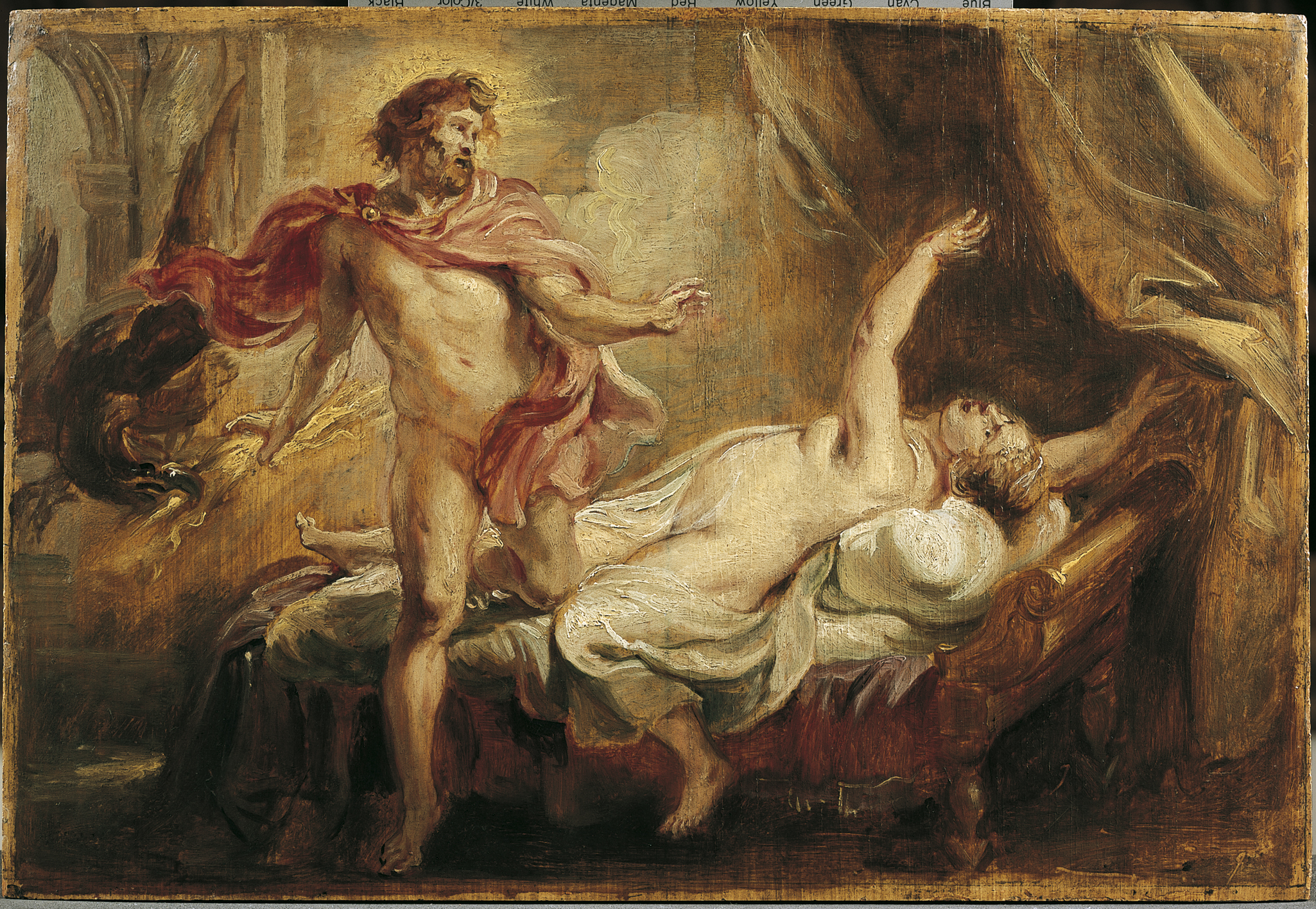
Muerte de Semele, de Rubens.

Teofanía (del griego antiguo θεοφάνεια, término compuesto por theos, "dios", y faino, "manifestación", "aparición") es la manifestación local de una deidad a seres humanos, como pueden ser las apariciones visibles. Posiblemente la primera referencia escrita de una teofanía sea la Epopeya de Gilgamesh; y son comunes en la literatura clásica, como la Ilíada. La mayor parte de las teofanías se describen como experiencias terribles, que llenan a sus testigos de un sentimiento de miedo, pues la presencia física de la divinidad suele entenderse como incompatible con la vida de los mortales. Así le ocurre a Arjuna cuando presencia la teofanía de Krishna; o a Semele, que llega a morir a causa de la teofanía de Zeus, obligado a presentarse ante ella en forma mortal. En la tradición judeocristiana, ninguno puede ver en realidad el rostro de Dios y vivir.
Tradicionalmente, el término "teofanía" se utilizaba para referirse a las apariciones de los dioses en la antigua Grecia y en las religiones del Próximo Oriente. Aunque la Ilíada es la fuente más antigua de descripciones de teofanías en la antigüedad clásica (que se dan a lo largo de toda la mitología griega), la descripción más antigua aparece en la Epopeya de Gilgamesh.

## Teofanía en la Antigüedad clásica
Además de las numerosas teofanías inmemoriales recogidas en los mitos greco-romanos (poemas homéricos, Teogonía, Las metamorfosis), respondiendo a teofanías divinas o heroicas experimentadas por griegos y romanos de la Antigüedad clásica, era frecuente la fundación de cultos y ofrendas conmemorativas.
La Theophania (Θεοφάνια) de Delfos era una festividad anual de primavera, dedicada a celebrar el retorno de Apolo de su estancia invernal en Hiperbórea. Como culminación de los festejos, se exhibían a los fieles las imágenes de los dioses, que el resto del año permanecían ocultas en el interior del templo. Los cultos mistéricos posteriores incluían ceremonias semejantes.

### Religión de la antigua Grecia
La aparición de Zeus a Semele es más de lo que un mortal puede soportar y muere quemada por las llamas de su poder. Sin embargo, la mayoría de las teofanías griegas eran menos mortales. Inusual para la mitología griega es la historia de Prometeo, no un Olímpico sino un Titán, que trajo el conocimiento del fuego a la humanidad. Las epifanías divinas o heroicas fueron experimentadas a veces en tiempos históricos, ya sea en sueños o como una visión de vigilia, y con frecuencia condujeron a la fundación de un culto, o al menos a un acto de culto y la dedicación de una ofrenda conmemorativa.
Las teofanías se representaban en varios lugares y festivales griegos. En Delfos la Teofanía (Θεοφάνια) era un festival anual en primavera que celebraba el regreso de Apolo de sus cuarteles de invierno en Hiperbórea. La culminación de la fiesta era la exhibición de una imagen de los dioses, normalmente oculta en el santuario, a los fieles. Los posteriores religiones de misterio romanos a menudo incluían breves exhibiciones similares de imágenes a los adoradores emocionados.

## Teofanías en el judaísmo y el cristianismo

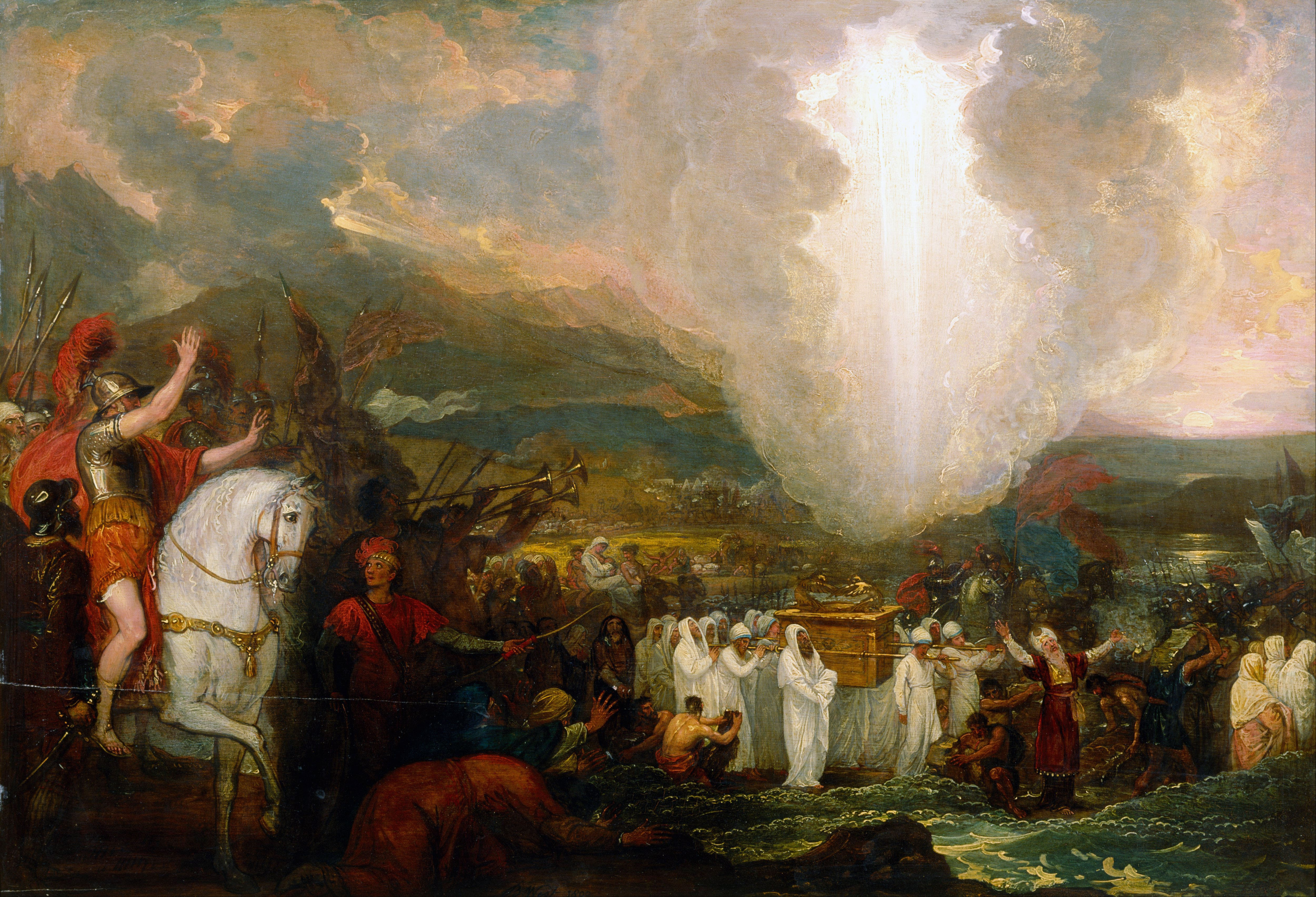
Los hijos de Israel cruzando el Jordán, de Benjamin West. Reproduce la narración bíblica que cuenta cómo Dios les guiaba de día en forma de columna de nubes y de noche en forma de columna de fuego.

En el judaísmo y el cristianismo se denominan teofanías a las apariciones de Dios o de seres angélicos que se narran en distintos episodios bíblicos, tanto de la Biblia hebrea (Tanaj o Antiguo Testamento) como del Nuevo Testamento. Cuando se refieren únicamente a la divinidad de Cristo se conocen con el nombre de cristofanías, como la Adoración de los Reyes Magos o Epifanía.
A menudo los relatos teofánicos presentan la escena con riqueza de detalles descriptivos, situándola en lo alto de un monte o enmarcándola en una nube. Con esto se indica que Dios está al mismo tiempo presente y oculto. Sin embargo, en una de las teofanías del Nuevo Testamento, la de la anunciación, no consta ningún rasgo descriptivo, sino que se subraya únicamente el mensaje traído por el Arcángel Gabriel a la Virgen María. 

### Teofanías en la Biblia hebrea (Tanaj o Antiguo Testamento)

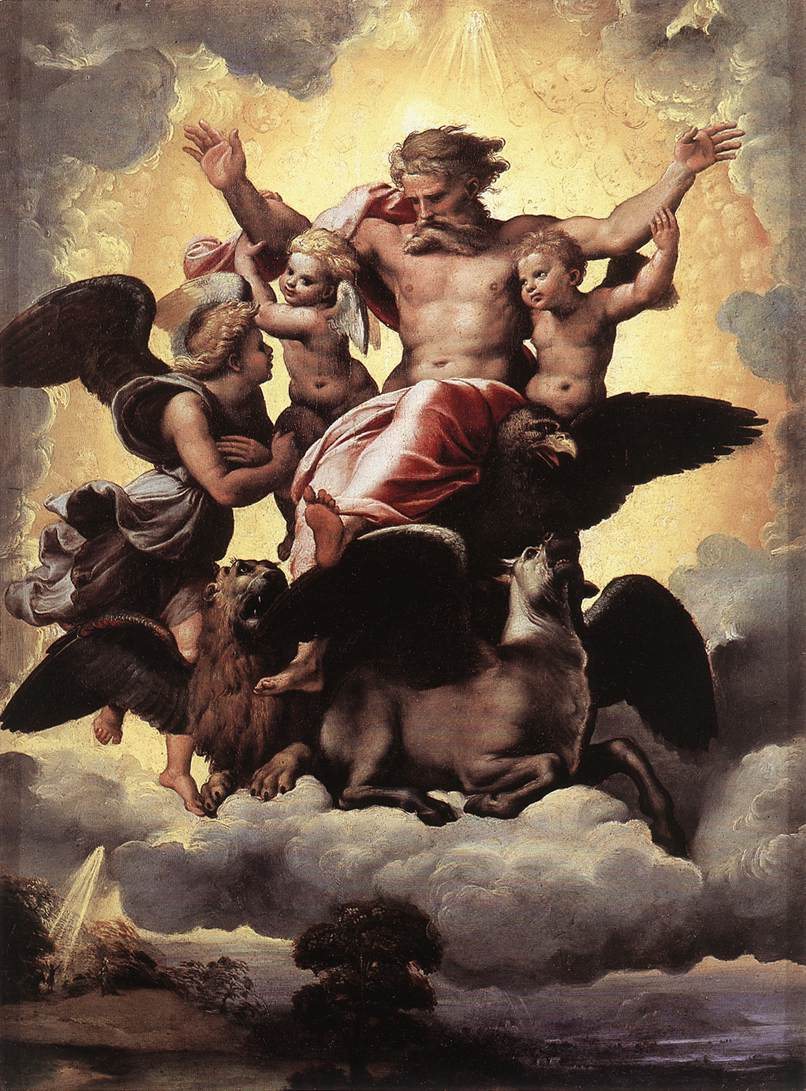
La visión de Ezequiel, de Rafael Sanzio.

En el Antiguo Testamento pueden entenderse como teofanías las apariciones de los tres ángeles de Yavé a Abraham en el encinar de Mambré (Gn 18), en forma de zarza ardiente (Éx 3:4-6) o en distintos casos en Números (XXII:32-35), Jueces (II:1-5 y VI:1-24) o en testimonios de los profetas: Isaías VI, Ezequiel I, Daniel VI.
Probablemente las teofanías más divulgadas en el mundo occidental son las protagonizadas por Moisés: la primera cuando, desde la zarza ardiente en el monte Sinaí, Dios le manda quitarse los zapatos, pues el suelo que pisaba era sagrado, y Moisés esconde su rostro porque tiene miedo de mirar a Dios; la segunda, también en el monte Sinaí, cuando Dios le da las tablas de la Ley (los Diez Mandamientos). En ese momento, el pueblo de Israel queda advertido de que si se acercan mucho a Dios, morirían. El pueblo no ve la forma de Dios, pero esta primera experiencia personal con Dios es obviamente terrorífica, ya que piden a Dios dejarlos y esperan morir si oyen directamente a Dios otra vez. Cuando Moisés construye la tienda del encuentro, la "gloria del Señor llenó la tienda" y desde entonces Dios hablaba con Moisés desde esta tienda.
También hay teofanías protagonizadas por otros personajes bíblicos, como la historia de la vocación de Isaías, cuando éste ve a Dios sentado sobre un trono, la visión de Ezequiel o el enigmático episodio del carro de fuego que se lleva a Elías ante Eliseo. Las teofanías están indicadas usualmente en la Biblia diciendo que Dios se aparece a alguien. De igual manera, "el Ángel del Señor" es una expresión que en muchos contextos se refiere a una teofanía. Las teofanías ocurren muchas veces en la Biblia hebrea. Tan solo en la Torá (Pentateuco), además de a Moisés, Dios se aparece a Abraham, a Agar y a Jacob. Mucho más frecuentes son los episodios en que un personaje oye la voz de Dios, aunque no se indica que le perciba con la vista: Adán y Eva, Caín, Noé, Elías, etc. Más genéricas son las indicaciones proféticas de que la voz de Dios clama o llega "desde las alturas" o "desde Jerusalén". En el relato bíblico no se concreta si la que se aparece en el festín de Baltasar era la mano de Dios.
Aun cuando Dios sólo aparece localmente en una teofanía, la Biblia hebrea repetidamente indica que Dios no está limitado por esto para estar presente en un solo lugar (ubicuidad divina). Esto está implicado por la omnipotencia divina, que crea el propio espacio ("los cielos y la tierra") y escucha todas las plegarias. La presencia universal de Dios queda explícita cuando, en su oración pidiendo que la presencia de Dios habite en el recién construido templo de Jerusalén, Salomón dice: "¿Habitará Dios sobre esta tierra? Pero el cielo y el cielo de los cielos no pueden siquiera contenerte a ti. Mucho menos esta casa que te he construido".

### Teofanías intertestamentales
Algunas tradiciones judías intertestamentales personifican esta expresión de Dios como un ángel especial que tiene la tarea de representar a Dios ante los hombres. Este ángel es llamado el Ángel del Rostro, el Ángel de la Presencia o Metatron, o en hebreo anan o mal'ak, y se dice que tiene el máximo lugar en el Cielo, junto a Dios, y que intercede por Israel.
De acuerdo al filósofo judío Filón de Alejandría (siglo I -su obra es anterior por muy poco al Nuevo Testamento-), Dios es puramente trascendente, así que sus interacciones con el mundo material se dan a través de una expresión de sí mismo: su Logos o palabra. Es a través de esta Palabra que, en Génesis 1, Dios crea el mundo.

### Teofanías en el Nuevo Testamento
Los grandes momentos en los que se manifestaron teofanías a lo largo del Nuevo Testamento fueron el Bautismo de Jesús, la Transfiguración y la Ascensión a los cielos.

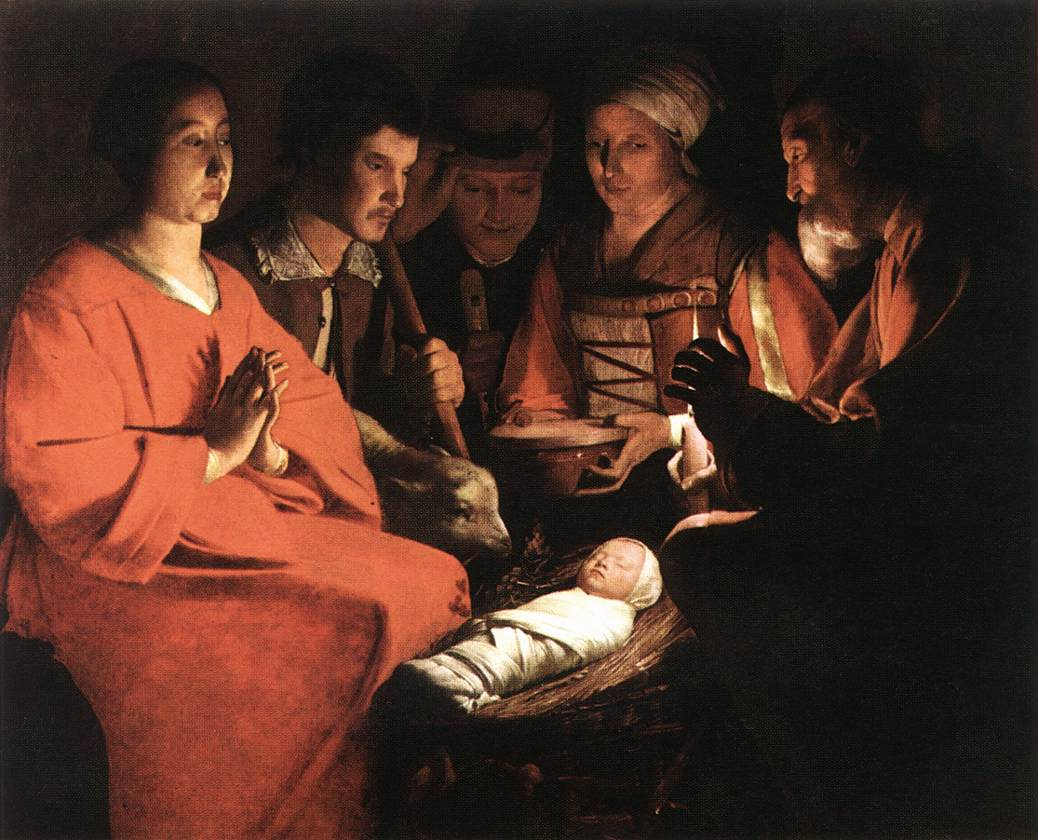
Adoración de los pastores, de Georges de La Tour, ca. 1645.

#### Encarnación
En referencia al primer capítulo del Génesis, cuando Dios crea todas las cosas a través de su Palabra, el evangelio de Juan comienza: "En el principio era el Verbo, y el Verbo era con Dios, y el Verbo era Dios. Este era en el principio con Dios. Todas las cosas por él fueron hechas, y sin él nada de lo que ha sido hecho, fue hecho." La traducción "Verbo" corresponde al término griego Logos. Continúa poco después: "Y aquel Verbo fue hecho carne, y habitó entre nosotros (y vimos su gloria, gloria como del unigénito del Padre), lleno de gracia y de verdad." La exégesis cristiana de estos versículos los convierten en fundamento central del dogma cristiano de la Encarnación del Verbo o de Jesucristo, que requiere también la definición de la unión hipostática (la de las dos naturalezas, humana y divina, de Jesucristo, un ser completamente divino y completamente humano, aunque manteniendo la distinción entre su divinidad y su humanidad). La rara palabra griega que Juan usa para "habitar" en este pasaje, se emplea para describir la residencia de los nómadas en sus tiendas, lo que suele interpretarse como un paralelismo con el pasaje del Éxodo en el que se describe la tienda del encuentro, en la cual Dios hablaba con Moisés, en especial porque Juan se refiere a la "gloria", término con el que se describe igualmente la "gloria de Dios" que bajó a la tienda donde Moisés escuchaba a Dios, y que acompañaba a la presencia local de Dios. El evangelio de Juan enfatiza esta unión paradójica y esta distinción de naturalezas afirmando: "A Dios nadie le vio jamás; el unigénito Hijo, que está en el seno del Padre, él le ha dado a conocer." Los hombres han visto a Jesús; la conclusión es que Dios se vuelve específicamente inmanente a través de la teofanía física de Jesús. En el siglo IV, Eusebio de Cesarea escribió un libro titulado Theophania, refiriéndose a la Encarnación de Jesús.

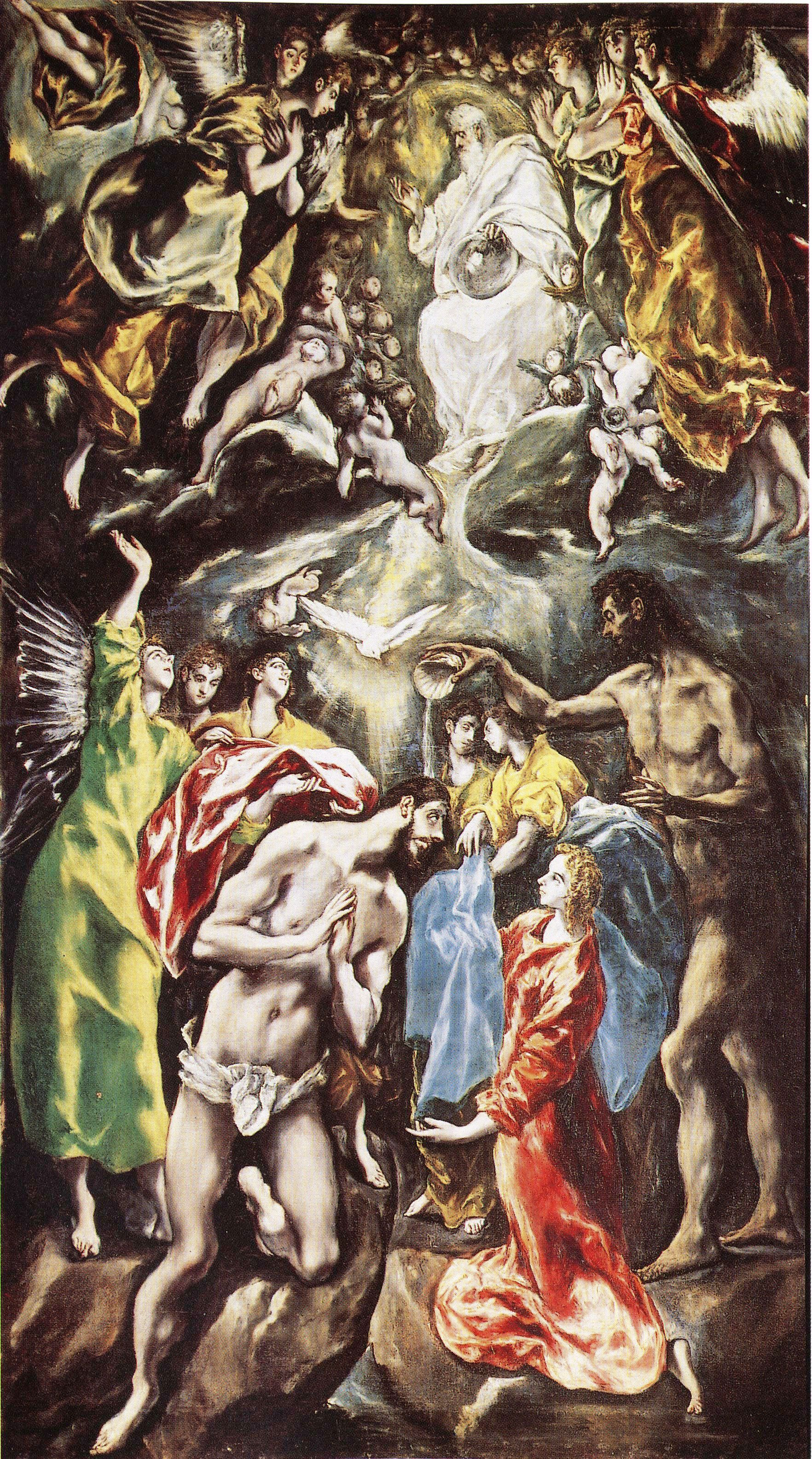
El bautismo de Cristo (El Greco, Toledo), 1609.

#### Bautismo
En el momento del bautismo de Jesús por Juan el Bautista en el río Jordán, los evangelios describen la presencia local simultánea de tres personas divinas: Jesús (Dios Hijo), el Espíritu Santo en la forma de una paloma y Dios Padre en la forma de una voz audible.
Este evento en su totalidad se considera una teofanía, y la capacidad de las tres personas divinas para aparecer a la vez, pero también con funciones distintas, se considera como fundamento central del dogma cristiano de la Santísima Trinidad. La fiesta de la Epifanía en la Iglesia ortodoxa (6 de enero del calendario gregoriano celebra la teofanía del bautismo de Jesús.

#### Cristofanías
Las cristofanías son las manifestaciones de Jesucristo tras la Ascensión, como la ocurrida en la conversión de San Pablo (llamada "cristofanía de Damasco"). A partir de las obras de Justino Mártir (que identificaba el "ángel del Señor" con el Logos), se identifican también cristofanías en el Antiguo Testamento como manifestaciones de Cristo preencarnado. El Apocalipsis abunda en descripciones enigmáticas, alguna de las cuales se identifica con pasajes del Antiguo Testamento, como las visiones teofánicas de Isaías y Ezequiel.

### Teofanías en el cristianismo posterior
Posteriores a los textos bíblicos ha habido numerosas visiones de Jesús y María (apariciones marianas, apariciones de Jesús, revelaciones privadas).

#### Teofanía en el mormonismo
Joseph Smith, fundador de los mormones, dijo en distintas ocasiones, y con distintos detalles, haber presenciado una teofanía a la edad de catorce años (1817-1818), conocida en su religión como Primera Visión: la aparición de Dios Padre y su hijo Jesucristo. Smith relató que ambos se le aparecieron físicamente, algo inusitado en la tradición bíblica judeocristiana, pero, por otro lado, relativamente frecuente en la religiosidad popular de su época, fértil, como las anteriores y posteriores, en apariciones y comunicaciones divinas de todo tipo.

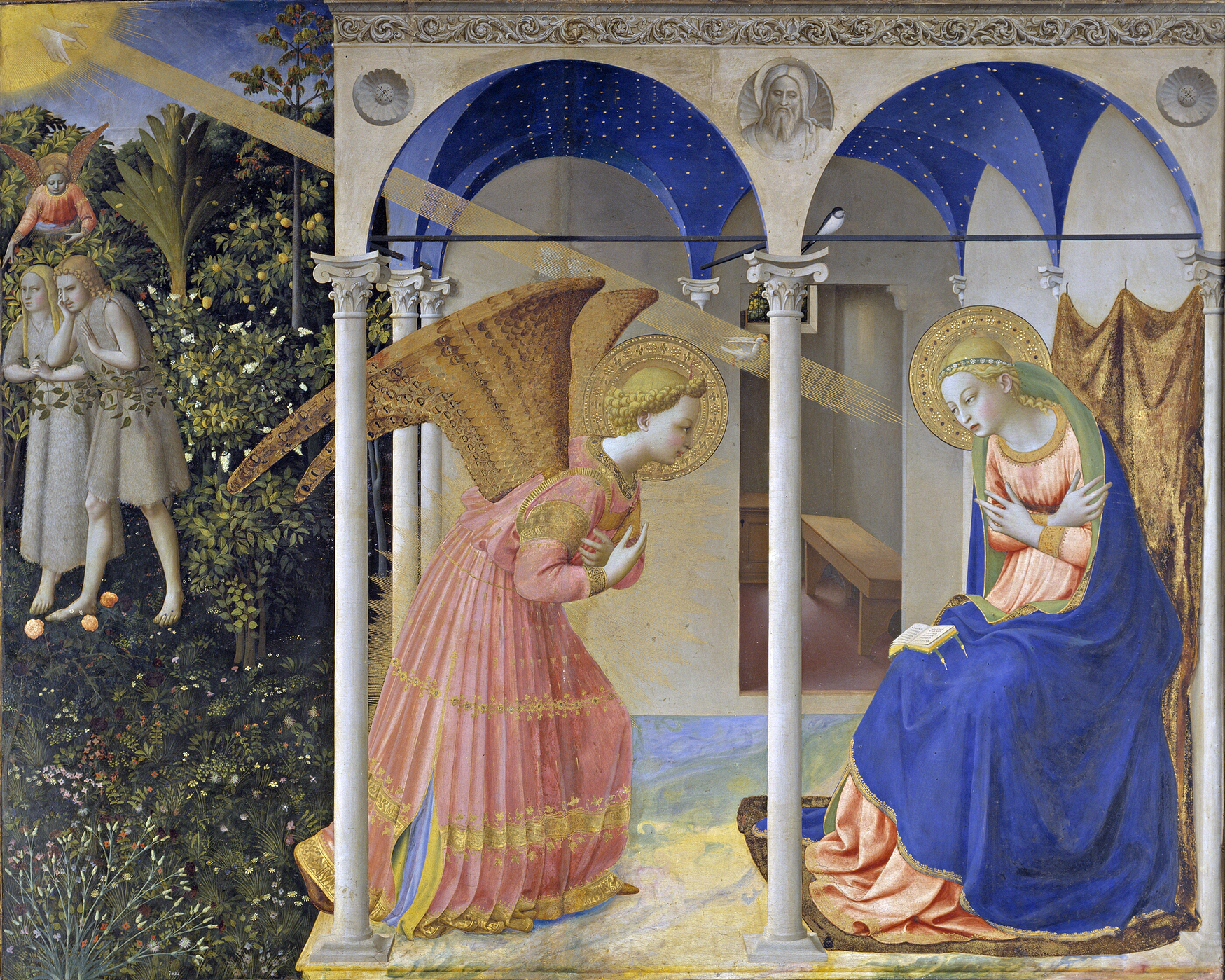
La Anunciación (Fra Angelico, Madrid).
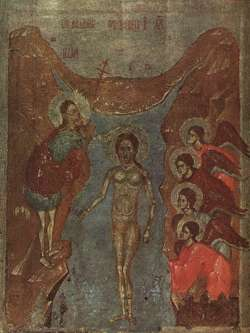
Epifanía como teofanía del bautismo de Cristo en la pintura bizantina (icono de finales del siglo XIII o comienzos del XIV).
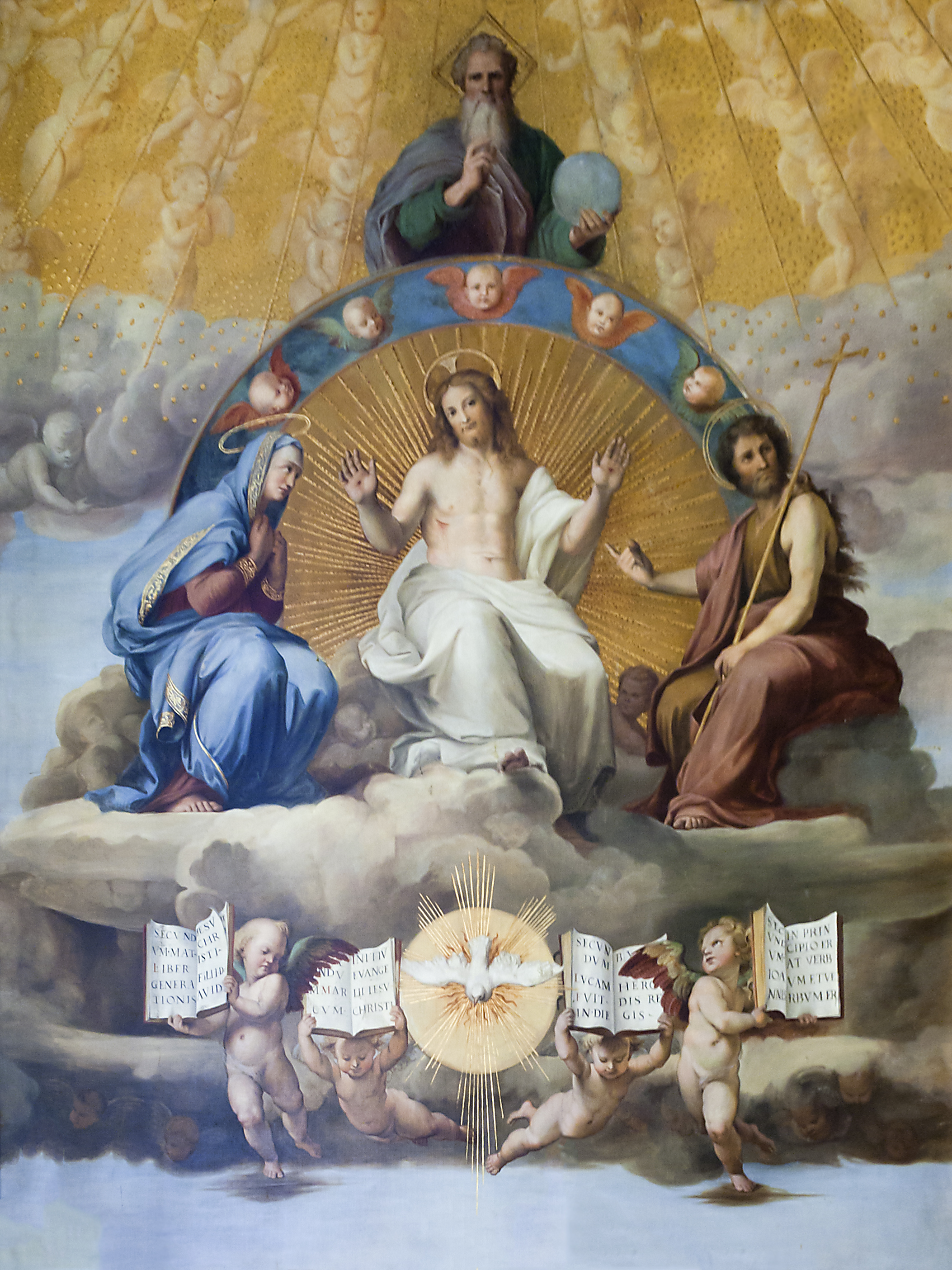
Basilica del Sagrado Corazón (Notre Dame), The Theophany in Heaven.
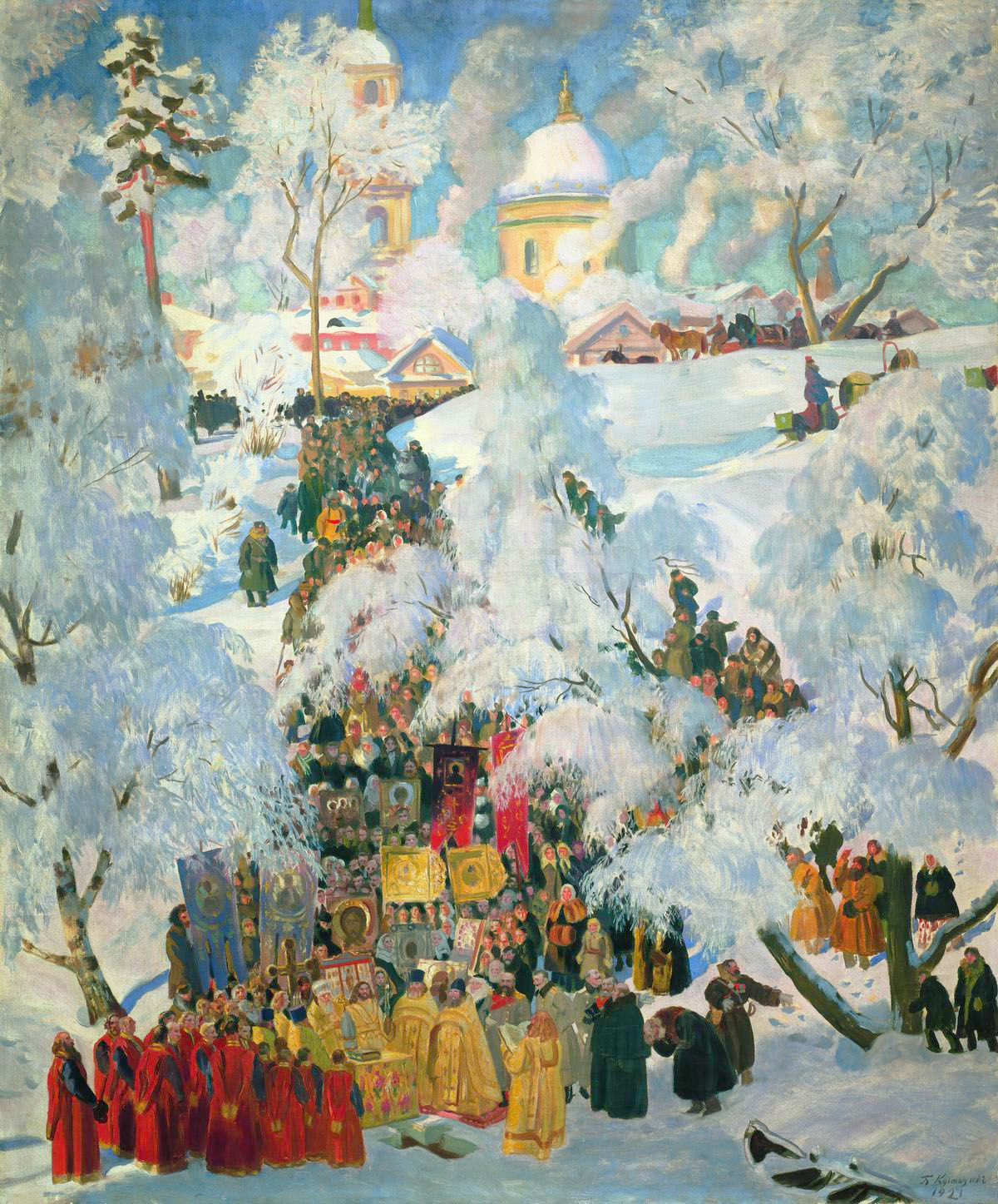
La consagración del agua en la Teofanía, de Boris Kustodiev, 1921.

## Teofanías en el hinduismo

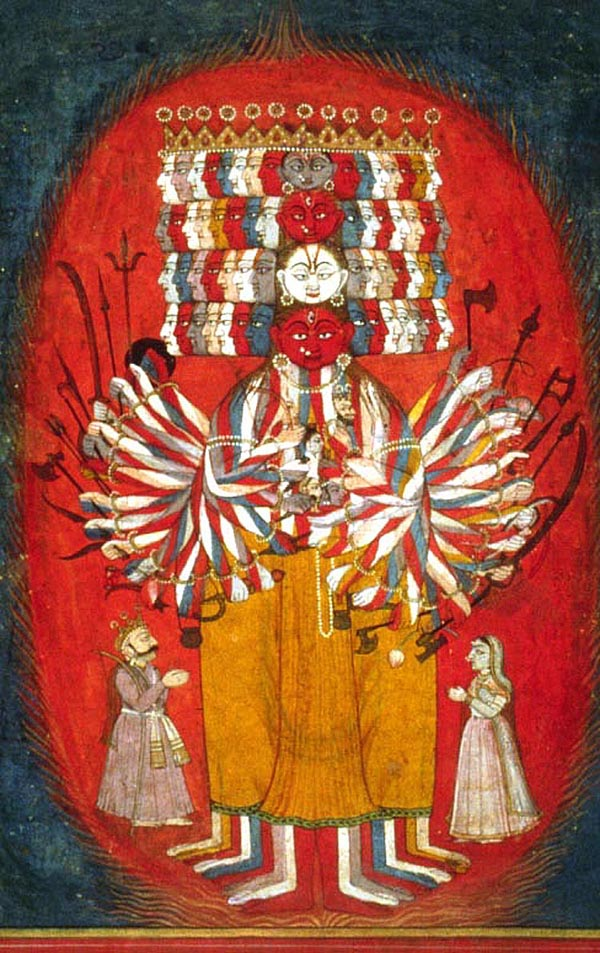
Krishna se revela ante Arjuna.

Ya que el hinduismo es entendido comúmnente como una religión politeísta o panteística, la teofanía tiene un significado diferente que el de las religiones monoteístas. Las teofanías son un tema muy recurrente en los Puranas sánscritos.
La teofanía más conocida se encuentra en el Bhagavad-Gitā, una pequeña sección del inmenso texto épico MahāBhārata. En el Gitā, el famoso guerrero Arjuna le pide a su amigo Krishna (tras un monólogo de este, en el campo de batalla de Kurukshetra, en el que revela que es más que un mortal) que revele su verdadera forma. Krishna accede y le otorga a Arjuna la visión espiritual, que le permite ver a Krishna en su verdadera forma, una manifestación terrorífica que forma la mayor parte del capítulo 11.

## Islam
La teofanía más importante en el Islam es el Mi'raj, la ascensión del Profeta al Cielo donde habla con el Espíritu Santo (Gabriel), a veces llamada "viaje nocturno desde La Meca a través de Jerusalén"."